# Eiskunstlauf-Weltmeisterschaften 1970
Die 60. Eiskunstlauf-Weltmeisterschaften fanden vom 3. bis 8. März 1970 in der Hala Tivoli in Ljubljana (Jugoslawien) statt.

## Ergebnisse
- P = Pflicht
- K = Kür
- B = Bewertung

### Herren
| Platz | Sportler              | Land                   | P  | K  | B     |
| ----- | --------------------- | ---------------------- | -- | -- | ----- |
| 1     | Tim Wood              | Vereinigte Staaten     | 2  | 1  | 12    |
| 2     | Ondrej Nepela         | Tschechoslowakei       | 1  | 3  | 15    |
| 3     | Günter Zöller         | DDR                    | 3  | 5  | 32    |
| 4     | Patrick Péra          | Frankreich             | 4  | 6  | 39    |
| 5     | John Misha Petkevich  | Vereinigte Staaten     | 5  | 2  | 41    |
| 6     | Sergei Tschetweruchin | Sowjetunion            | 6  | 4  | 50    |
| 7     | Sergei Wolkow         | Sowjetunion            | 7  | 10 | 68    |
| 8     | Kenneth Shelley       | Vereinigte Staaten     | 8  | 9  | 77    |
| 9     | Haig Oundjian         | Vereinigtes Königreich | 10 | 7  | 78    |
| 10    | Jan Hoffmann          | DDR                    | 11 | 11 | 101   |
| 11    | David McGillivray     | Kanada                 | 12 | 8  | 94    |
| 12    | Günter Anderl         | Österreich             | 9  | 14 | 100   |
| 13    | Toller Cranston       | Kanada                 | 15 | 12 | 114   |
| 14    | Zdeněk Pazdírek       | Tschechoslowakei       | 14 | 17 | 133   |
| 15    | Jacques Mrozek        | Frankreich             | 16 | 13 | 137,5 |
| 16    | László Vajda          | Ungarn                 | 17 | 15 | 141,5 |
| 17    | Klaus Grimmelt        | BR Deutschland         | 18 | 16 | 149   |
| 18    | Josef Zidek           | Tschechoslowakei       | 19 | 18 | 160   |
| 19    | Didier Gailhauguet    | Frankreich             | 20 | 19 | 170   |
| 20    | Yutaka Higuchi        | Japan                  | 21 | 20 | 178   |
| 21    | Zoran Matas           | Jugoslawien            | 22 | 21 | 189   |
|       | Daniel Höner          | Schweiz                | 13 |    | Z     |

- Z = Zurückgezogen
- Schiedsrichter: Elemér Terták  Ungarn
- Assistenzschiedsrichterin: Sonia Bianchetti  Italien

Punktrichter:
- Mabel Graham  Vereinigte Staaten
- Milan Duchón  Tschechoslowakei
- Jeanine Donnier-Blanc  Frankreich
- Audrey Williams  Kanada
- Helga von Wiecki  DDR
- Tatjana Danilenko  Sowjetunion
- Mollie Philips  Vereinigtes Königreich
- Franz Wojtanowskyj  Österreich
- Márta Léces  Ungarn

Ersatz-Punktrichter:
- Hans Fuchs  BR Deutschland

### Damen
| Platz | Sportlerin           | Land                   | P  | K  | B   |
| ----- | -------------------- | ---------------------- | -- | -- | --- |
| 1     | Gabriele Seyfert     | DDR                    | 2  | 1  | 9   |
| 2     | Beatrix Schuba       | Österreich             | 1  | 7  | 21  |
| 3     | Julie Lynn Holmes    | Vereinigte Staaten     | 3  | 5  | 38  |
| 4     | Karen Magnussen      | Kanada                 | 7  | 3  | 38  |
| 5     | Zsuzsa Almássy       | Ungarn                 | 5  | 4  | 43  |
| 6     | Janet Lynn           | Vereinigte Staaten     | 8  | 2  | 42  |
| 7     | Dawn Glab            | Vereinigte Staaten     | 6  | 10 | 67  |
| 8     | Rita Trapanese       | Italien                | 9  | 6  | 73  |
| 9     | Patricia Ann Dodd    | Vereinigtes Königreich | 4  | 12 | 80  |
| 10    | Cathy Lee Irwin      | Kanada                 | 13 | 8  | 96  |
| 11    | Sonja Morgenstern    | DDR                    | 14 | 9  | 100 |
| 12    | Jelena Schtscheglowa | Sowjetunion            | 11 | 12 | 101 |
| 13    | Charlotte Walter     | Schweiz                | 12 | 16 | 126 |
| 14    | Jelena Alexandrowa   | Sowjetunion            | 16 | 11 | 129 |
| 15    | Eileen Zillmer       | BR Deutschland         | 10 | 17 | 127 |
| 16    | Kazumi Yamashita     | Japan                  | 17 | 15 | 146 |
| 17    | Ludmila Bezáková     | Tschechoslowakei       | 18 | 14 | 151 |
| 18    | Frances Waghorn      | Vereinigtes Königreich | 15 | 19 | 152 |
| 19    | Simone Gräfe         | DDR                    | 19 | 20 | 173 |
| 20    | Judith Bayer         | BR Deutschland         | 20 | 18 | 178 |
| 21    | Wilfriede Reiter     | Österreich             | 21 | 21 | 189 |

- Schiedsrichter: Elemér Terták  Ungarn
- Assistenzschiedsrichterin: Sonia Bianchetti  Italien

Punktrichter:
- Franz Heinlein  Österreich
- Yvonne S. McGowan  Vereinigte Staaten
- Walburga Grimm  DDR
- Ferenc Kertész  Ungarn
- Ralph S. McCreath  Kanada
- Pamela Davis  Vereinigtes Königreich
- Wilhelm Kahle  BR Deutschland
- Nonna Nestegina  Sowjetunion
- René Schlageter  Schweiz

Ersatz-Punktrichter:
- Giorgio Siniscalco  Italien

### Paare
| Platz | Sportler                                  | Land               | P  | K  | B    |
| ----- | ----------------------------------------- | ------------------ | -- | -- | ---- |
| 1     | Irina Rodnina / Alexei Ulanow             | Sowjetunion        | 1  | 1  | 11   |
| 2     | Ljudmila Smirnowa / Andrei Suraikin       | Sowjetunion        | 2  | 2  | 16   |
| 3     | Heidemarie Steiner / Heinz-Ulrich Walther | DDR                | 3  | 3  | 27   |
| 4     | Galina Karelina / Georgi Proskurin        | Sowjetunion        | 4  | 4  | 36,5 |
| 5     | JoJo Starbuck / Kenneth Shelley           | Vereinigte Staaten | 5  | 5  | 46,5 |
| 6     | Almut Lehmann / Herbert Wiesinger         | BR Deutschland     | 6  | 6  | 53   |
| 7     | Manuela Gross / Uwe Kagelmann             | DDR                | 7  | 7  | 64   |
| 8     | Melissa Militano / Mark Militano          | Vereinigte Staaten | 10 | 8  | 75   |
| 9     | Brunhilde Baßler / Eberhard Rausch        | BR Deutschland     | 8  | 9  | 78   |
| 10    | Janina Poremska / Piotr Sczypa            | Polen              | 11 | 10 | 102  |
| 11    | Mona Szabo / Pierre Szabo                 | Frankreich         | 13 | 11 | 101  |
| 12    | Dana Fialová / Josef Tuma                 | Tschechoslowakei   | 9  | 12 | 111  |
| 13    | Evelyne Scharf / Wilhelm Bietak           | Österreich         | 15 | 13 | 119  |
| 14    | Sandra Bezic / Val Bezic                  | Kanada             | 14 | 14 | 120  |
| 15    | Mary Petrie / Robert McAvoy               | Kanada             | 12 | 15 | 121  |
| 16    | Kotoe Nagasawa / Hiroshi Nagakubo         | Japan              | 16 | 16 | 143  |
| 17    | Helena Gazvoda / Silvo Švejger            | Jugoslawien        | 17 | 17 | 153  |

- Schiedsrichter: Karl Enderlin  Schweiz
- Assistenzschiedsrichter: Walter Malek  Österreich

Punktrichter:
- Nonna Nestegina  Sowjetunion
- Yvonne S. McGowan  Vereinigte Staaten
- Hans Fuchs  BR Deutschland
- Carla Listing  DDR
- Ralph S. McCreath  Kanada
- Liliane Caffin-Madaule  Frankreich
- Ludwig Gassner  Österreich
- Maria Zuchowicz  Polen
- Kikuko Minami  Japan

Ersatz-Punktrichter:
- Milan Duchón  Tschechoslowakei

### Eistanz
| Platz | Sportler                                 | Land                   | P  | K  | B     |
| ----- | ---------------------------------------- | ---------------------- | -- | -- | ----- |
| 1     | Ljudmila Pachomowa / Alexander Gorschkow | Sowjetunion            | 2  | 1  | 14    |
| 2     | Judy Schwomeyer / James Sladky           | Vereinigte Staaten     | 1  | 2  | 15    |
| 3     | Angelika Buck / Erich Buck               | BR Deutschland         | 3  | 3  | 25    |
| 4     | Tatjana Woitjuk / Wjatscheslaw Schigalin | Sowjetunion            | 5  | 4  | 40    |
| 5     | Susan Getty / Roy Bradshaw               | Vereinigtes Königreich | 4  | 5  | 43    |
| 6     | Annerose Baier / Eberhard Rüger          | DDR                    | 7  | 6  | 59    |
| 7     | Janet Sawbridge / Jon Lane               | Vereinigtes Königreich | 6  | 8  | 60    |
| 8     | Jelena Scharkowa / Gennadi Karponossow   | Sowjetunion            | 8  | 7  | 74    |
| 9     | Debbie Ganson / Bradley Hislop           | Vereinigte Staaten     | 9  | 9  | 80,5  |
| 10    | Anne Millier / Harvey Millier III        | Vereinigte Staaten     | 11 | 10 | 94    |
| 11    | Diana Skotnická / Martin Skotnický       | Tschechoslowakei       | 12 | 11 | 100   |
| 12    | Ilona Berecz / István Sugár              | Ungarn                 | 10 | 14 | 108,5 |
| 13    | Teresa Weyna / Piotr Bojańczyk           | Polen                  | 13 | 13 | 116   |
| 14    | Mary Church / David Sutton               | Kanada                 | 14 | 12 | 120   |
| 15    | Svetlana Marinovová / Miloš Buršik       | Tschechoslowakei       | 15 | 15 | 136   |
| 16    | Anne-Claude Wolfers / Roland Mars        | Frankreich             | 16 | 16 | 144   |
| 17    | Brigitte Scheijbal / Kurt Jaschek        | Österreich             | 17 | 17 | 149   |
| 18    | Angelika Wiesner / Hans-Jürgen Wiesner   | BR Deutschland         | 18 | 18 | 161   |

- Schiedsrichter: Lawrence Demmy  Vereinigtes Königreich
- Assistenzschiedsrichter: Emil Skákala  Tschechoslowakei

Punktrichter waren:
- Mollie Phillips  Vereinigtes Königreich
- Mabel Graham  Vereinigte Staaten
- Igor Kabanov  Sowjetunion
- Eugen Romminger  BR Deutschland
- Carla Listing  DDR
- Miroslav Hansenöhrl  Tschechoslowakei
- George J. Blundun  Kanada
- Jacqueline Meudec  Frankreich
- Henrik Hajós  Ungarn

Ersatz-Punktrichter:
- Maria Zuchowicz  Polen

## Medaillenspiegel
| Platz | Land               | Gold | Silber | Bronze | Gesamt |
| ----- | ------------------ | ---- | ------ | ------ | ------ |
| 1     | Sowjetunion        | 2    | 1      | –      | 3      |
| 2     | Vereinigte Staaten | 1    | 1      | 1      | 3      |
| 3     | DDR                | 1    | –      | 2      | 3      |
| 4     | Österreich         | –    | 1      | –      | 1      |
| 4     | Tschechoslowakei   | –    | 1      | –      | 1      |
| 6     | BR Deutschland     | –    | –      | 1      | 1      |